# Burning Down the Opera
Burning Down the Opera, виданий 26 серпня 2003 року, перший концертний альбом німецького павер-метал гурту Edguy, записаний у Європі під час туру Mandrake World Tour.
До обмеженого видання ввійшов буклет на 32 сторінки з більш ніж 130 фото, тексти усіх пісень і докладний список місць проведення концертів у 2001/2002 роках, які відбулися на п'яти континентах. Також додавалися відео з фестивалю Progpower у США, шпалери для робочого столу і заставка.

## Список композицій
CD 1
1. «Welcome to the Opera (Intro)» — 2:08
2. «Fallen Angels» — 5:33
3. «Tears of a Mandrake» — 7:24
4. «Babylon» — 7:01
5. «Land of the Miracle» — 5:44
6. «Painting on the Wall» — 4:37
7. «Wings of a Dream» — 6:04
8. «The Headless Game» — 7:20
9. «The Pharaoh» — 15:07

CD 2
1. «Vain Glory Opera» — 6:27
2. «Solitary Bunny (Drum Solo)» — 3:14
3. «Save Us Now» — 4:53
4. «How Many Miles» — 10:58
5. «Inside» — 3:22
6. «Avantasia» — 5:23
7. «Out of Control» — 8:15

## Учасники
- Тобіас Саммет — вокал
- Йенс Людвіг — соло- і ритм-гітара, бек-вокал
- Дірк Зауер — соло- і ритм-гітара, бек-вокал
- Тобіас 'Еггі' Ексель — бас-гітара, бек-вокал
- Фелікс Бонке — ударні

Виготовлення
- Міхаель Тібес — концертний звукорежисер, зведення
- Марк Шеттлер — концертний звукорежисер
- Саша Пет — додатковий звукорежисер
- Міка Юссіла — мастерінг в Finnvox Studios, Гельсінкі